# Oxypleurus nodieri
Oxypleurus nodieri is een keversoort uit de familie boktorren (Cerambycidae). De wetenschappelijke naam van de soort is voor het eerst geldig gepubliceerd in 1839 door Mulsant.